# Фестивал чоколаде (Београд)
Фестивал чоколаде основан је 2017. године у Београду. Одржава се у јесењим месецима (новембар или децембар) на Дорћол плацу у Добрачиној на Општини Стари град.

## О Фестивалу
Дорћол плац већ другу годину заредом организује Фестивал чоколаде где можете наћи излагаче из целог света. Ту се налазе и чоколаде из Русије, ручно прављене из Француске и Белгије. Планиране су и радионице, отворене дегустације, као и стручна вођења кроз укусе чоколаде, вина и кафе. Може и да се проба пиво са чоколадом, чорба од чоколаде, као и чоколадни коктели. У вечерњим сатима су уприличени наступи ди-џејева, као и концерти на тргу Дорћол плаца.

### Понуда слаткиша
Ту се налазе необичне посластице од органских чоколада, чоколадне бомбоне, ручно рађени колачи (мафини, кекс од путера). Мајстори за прављење чоколада нас изненађују новим укусима са дивљим матичњаком, зовом, сушеним шумским воћем и плодовима (дрењине, купине, дивље јагоде и сл).

### Чоколада
Чоколада је производ који се прави од какаоа, масти и заслађивача, а најранија употреба потиче из периода око 1900. године пре нове ере. Семе какао дрвета има интензивно горак укус, а после ферментације зрна се суше, чисте, пеку и мељу.

Крајем 19. века, тачније 1897. године Коста Шонда је почео први да продаје чоколаду у Београду.

## Галерија
- Дорћол плац, Добрачина 59
- Упаривање чоколаде и вина
- Ручно прављене чоколаде различитих укуса
- Фестивал чоколаде, 2018.
- Ручно прављене чоколаде
- Ручно прављене чоколаде